# За няколко долара повече
„За няколко долара повече“ (на италиански: Per qualche dollaro in più) е италиано-испано-германски игрален филм на италианския кинорежисьор Серджо Леоне, заснет през 1965 г. Уестърнът е вторият филм от трилогията включваща филмите „За шепа долари“ (1964) и „Добрият, лошият и злият“ (1966). Една от ключовите роли изпълнява Клинт Истуд, а музиката е на Енио Мориконе.

## Български дублаж
| Озвучаващи артисти | Силвия Русинова Васил Бинев Здравко Методиев Силви Стоицов Борис Чернев |
| Преводач           | Мария Добрева                                                           |
| Тонрежисьор        | Тони Тодоров                                                            |